# 阿波羅1號丘陵

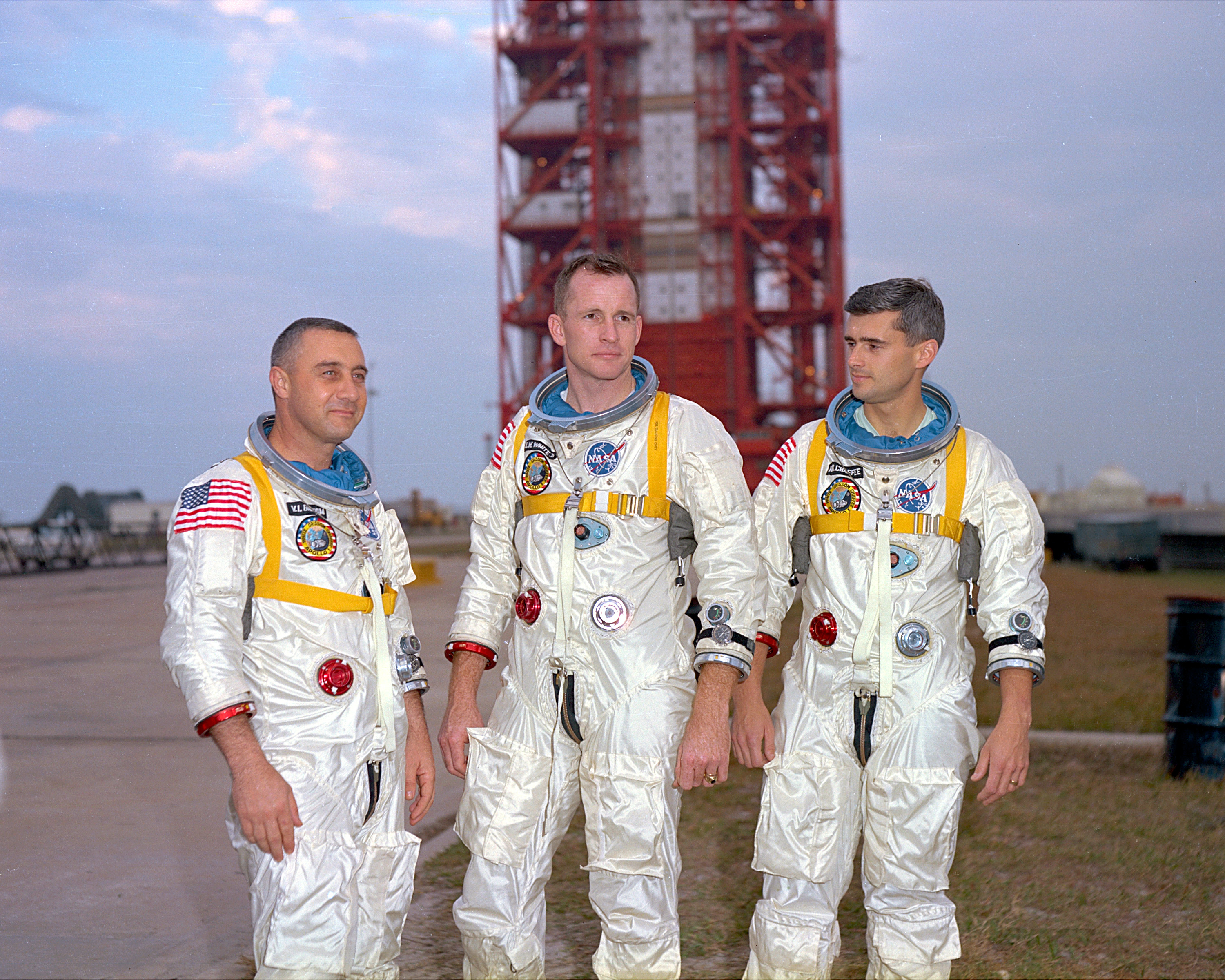
任務中殉職的三名太空人，從左往右分別為：格里森、懷特和查菲

阿波羅1號丘陵（英語：Apollo 1 Hills）是三座在火星古瑟夫撞擊坑中的山丘的總稱。這三座山丘分別用阿波羅1號任務中三位殉職太空人的名字來命名以作紀念。但目前國際天文聯會尚未正式將這三座山丘以太空人名字命名。
1967年1月27日，3位太空人在阿波羅1號太空艙內進行地面測試，艙內某處的電線產生火花而引發火災；因此時艙內充滿純氧，火災不受控制，太空人們吸入大量濃煙致死。

## 組成

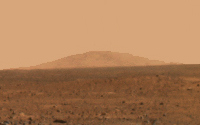
三座山丘其中之一的格里森山

如上圖所示，按從左到右排序，這三座山丘分別是：
- 查菲山（英語：Chaffee Hill），位於勇氣號的南偏西南方14.3千米（8.9英里），紀念阿波羅1號駕駛員、太空人罗杰·查菲
- 格里森山（英語：Grissom Hill），位於勇氣號的西南方7.5千米（4.7英里），紀念阿波羅1號指令長、太空人维吉尔·格里森
- 怀特山（英語：White Hill），位於勇氣號的西北方11.2千米（7.0英里），紀念阿波羅1號高級駕駛員、太空人爱德华·怀特

## 外部連結
- Official Mars Rovers site （页面存档备份，存于）